# Tendasque

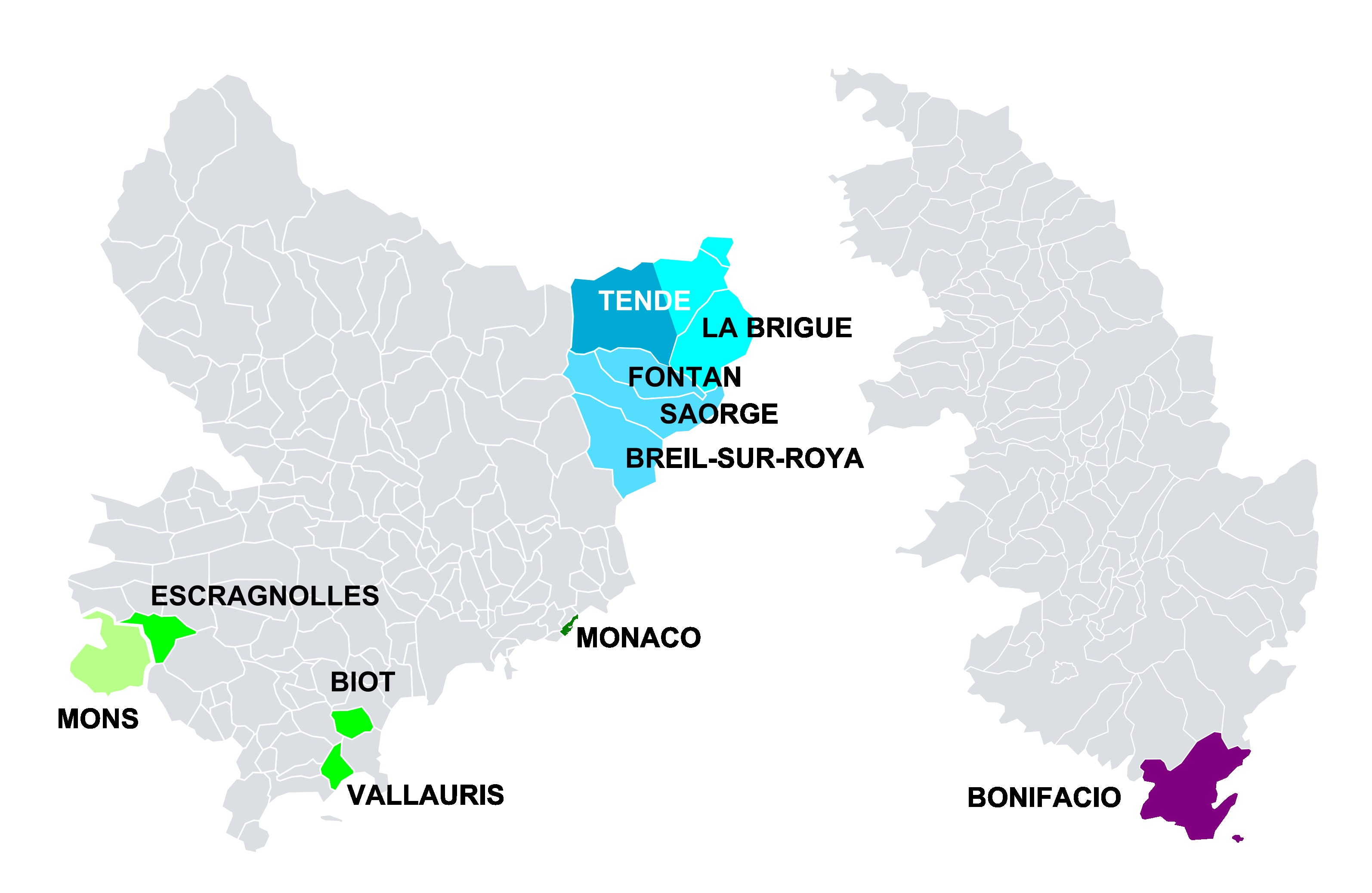
Villages figouns où le ligure était parlé
Ligure actuel

Le tendasque (tendašcu [tẽn.ˈdaʃ.ku]) est, comme le brigasque une variété du dialecte royasque. Il est parlé dans le Pays tendasque (village de Tende).

Les langues des Alpes-Maritimes avec la zone tendasque
Occitan vivaro-alpin (mentonnais)
Occitan vivaro-alpin (alpin)
Occitan vivaro-alpin (intermédiaire)
Occitan provençal (niçois)
Occitan provençal (maritime)
† Figoun (remplacé par le provençal)
Royasque, dont
Tendasque (Royasque)
Brigasque (Royasque)

## Lexique
| Tendasque    | Français            | Italien                          | Phonétique                                                                           | API              |
| ------------ | ------------------- | -------------------------------- | ------------------------------------------------------------------------------------ | ---------------- |
| ar           | le                  | il                               | (arl) en fait dans ër le r se prononce comme avalé par un l                          | [aɹ]             |
| camin        | chemin              | cammino (strada)                 | (camin)                                                                              | [ka.ˈmiĩŋ]       |
| ciabòtu      | cabane              | rifugio (mais aussi "capanno")   | (tchabhauttou)                                                                       | [tʃa.ˈbɔ.tu]     |
| lei trei ure | il est trois heures | le (ore) tre                     | (là aussi et comme partout le r est avalé et le u se prononce en une longue syllabe) | [lei̯ trei̯ ˈu.ɹe] |
| ar tendascu  | le tendasque        | il tendasco                      | (téndAchkou)                                                                         | [tẽn.ˈdaʃ.ku]    |
| marši        | merci               | grazie                           | (marlchi)                                                                            | [maɹ.ˈʃi]        |
| bundì        | bonjour             | buongiorno (mais aussi "buondì") | (boundi)                                                                             | [bũn.ˈdi]        |

[réf. nécessaire]